# Boeing Sonic Cruiser
Boeing Sonic Cruiser je bilo predlagano Boeingov srednje veliko širokotrupno  dvomotorno reaktivno potniško letalo. Letalo bi letelo pri hitrosti 0.98 Macha, za primerjavo trenutni potniško reaktivci letijo pri 0.80-0.85 Macha. Na dolgih letih tako prihranili okrog uro časa. Letalo bi imelo delta krilo in canarde, izgledalo bi precej drugače od današnjih letal.
Ime Sonic Cruiser ima zato ker bi letel s skoraj hitrostjo zvoka.
Projekt je bil preklican zaradi težnje letalskih družb k manjši porabi goriva in so se zato raje odločili za kompozitni Boeing 787.  Velik del raziskav se je uporabil pri 787: kompozitna krila, električni sistem klimatizacije, kokpit in avionika.